# N/T Vera Cruz
O N/T Vera Cruz foi um paquete português. Pertenceu à Companhia Colonial de Navegação (CCN), a quem serviu entre 1952 e 1973, tendo atendido a linha do Brasil.

## História
Foi construído nos estaleiros da Société Anonyme John Cockerill, na Bélgica, em 1950. A sua encomenda inseriu-se dentro do Plano de Renovação da Marinha de Comércio - conhecido por Despacho 100 - implementado por Américo Tomás, então ministro da Marinha de Portugal. Ao abrigo desse plano, foram construídos 56 novos navios para a marinha mercante portuguesa - entre os quais vários grandes paquetes como o Vera Cruz - que ficaram conhecidos como "navios do Despacho 100".
De concepção avançada à época, foi o primeiro grande paquete português, uma vez que os navios de passageiros até então, excepto o N/T Serpa Pinto, constituíam-se em unidades mistas de passageiros e carga. O seu projeto foi semelhante ao do N/T Santa Maria, também pertencente à CCN, e que entraria ao serviço em 1953.
A sua construção custou ao estaleiro 86 000 horas de trabalho e foram utilizadas 8 mil toneladas de aço e 150 toneladas de alumínio, sendo instalados no navio 240 quilómetros de cabos elétricos e 96 quilómetros de encanamentos. Estiveram envolvidos na construção cerca de 1.000 técnicos e operários, que trabalharam durante 18 meses.
Os passageiros dispunham de salas de cinema, jardim de inverno, piscina e hospital.
Foi lançado ao mar em 2 de junho de 1951, tendo adentrado a barra do rio Tejo em março de 1952. Estava equipado com aparelhos de radar com alcance de 30 milhas náuticas, agulha giroscópica e piloto automático. Custou 408.000 contos em 1952.
A sua viagem inaugural iniciou-se a 20 de março de 1952, com destino a Buenos Aires, com escalas em Rio de Janeiro, Santos e Montevideu, tendo como passageiros de honra o Almirante Gago Coutinho, o Almirante Henrique Tenreiro, Teófilo Duarte, a fadista Hermínia Silva e uma missão cultural.
Até julho de 1954 permaneceu, com o irmão gémeo Santa Maria, exclusivamente na Rota do Ouro e Prata (Lisboa - Buenos Aires). A partir dessa data passou a servir a carreira da América Central (Lisboa - Havana) com escalas em Vigo, Funchal, Santa Cruz de Tenerife, La Guaira e Curaçao. A partir de 1956 ambos os navios começaram também a servir na Carreira de África.
Com a eclosão da Guerra do Ultramar, o Vera Cruz, foi adaptado ao transporte de tropas, tendo ficado afecto a esse serviço até janeiro de 1972. A partir dessa data o navio permaneceu atracado no Porto de Lisboa até 4 de março de 1973, data em que saiu para a sua última viagem com destino ao desmantelamento na República da China.